# نيد بلوك
نيد بلوك (بالإنجليزية: Ned Block)‏ هو فيلسوف وعالم نفس أمريكي، ولد في 1942 في شيكاغو في الولايات المتحدة.فيلسوف أمريكي يعمل في فلسفة العقل والذي قدم مساهمات هامة لفهم الوعي وفلسفة العلوم المعرفية. وهو أستاذ الفلسفة وعلم النفس في جامعة نيويورك منذ عام 1996.

## التعليم والوظيفة
حصل بلوك على درجة الدكتوراه من جامعة هارفارد في عام 1971 تحت إشراف هيلاري بوتنام. التحق بمعهد ماساتشوستس للتكنولوجيا كأستاذ مساعد للفلسفة (1971-1977)، ثم عمل أستاذامساعدا للفلسفة (1977-1983)، وأستاذا للفلسفة (1983-1996) ورئيسا لقسم الفلسفة (1989- 1989- 1995) وهو منذ عام 1996 أستاذ في أقسام الفلسفة وعلم النفس في جامعة نيويورك.
حصل بلوك على جائزة جان نيكد في عام 2013، وألقى محاضرات وليام جيمس في جامعة هارفارد في عام 2012 ومحاضرات جون لوك في جامعة أكسفورد في عام 2013، من بين العديد من المحاضرات الأخرى.
بلوك هو الرئيس السابق لجمعية الفلسفة وعلم النفس وانتخب زميلا في الأكاديمية الأمريكية للفنون والعلوم في عام 2004. 
وهو متزوج من عالمة النفس التنموية سوزان كاري.

## العمل الفلسفي
وقد لوحظ كتلة لتقديم حجة بلوك ضد اختبار تورينج كاختبار للاستخبارات في ورقة بعنوان علم النفس والسلوكية (1981). وهو معروف أيضاً بانتقاده للوظيفية، بحجة أن النظام الذي له نفس الحالات الوظيفية كإنسان ليس بالضرورة واعياً.وقد تميز بين الوعي الهائل والوعي الوصول، حيث يتكون الوعي الهائل من الخبرة الذاتية والمشاعر والوعي الوصول يتكون من تلك المعلومات المتاحة عالميا في النظام المعرفي لأغراض التفكير والكلام ومراقبة العمل على مستوى عال. وقد جادل بأن الوصول إلى الوعي والوعي الهائل قد لا يتزامن دائما في البشر.
وكان بلوك حكماً في مسابقة جائزة لوبنر، مسابقة في تقليد اختبار تورينج لتحديد ما إذا كان الملم بذلك هو جهاز كمبيوتر أو إنسان.

## وصلات خارجية
- نيد بلوك على موقع أرشيف الشارخ.
- نيد بلوك على موقع الموسوعة البريطانية (الإنجليزية)
- نيد بلوك على موقع ميوزك برينز (الإنجليزية)